# Shahrestān-e Maḩmūdābād
Shahrestān-e Maḩmūdābād (persiska: شهرستان محمود آباد, محمود آباد) är en delprovins (shahrestan) i Iran.   Den ligger i provinsen Mazandaran, i den norra delen av landet, 130 km nordost om huvudstaden Teheran.
Delprovinsen hade 98 407 invånare 2016.